# جائزة الحريات الأربع

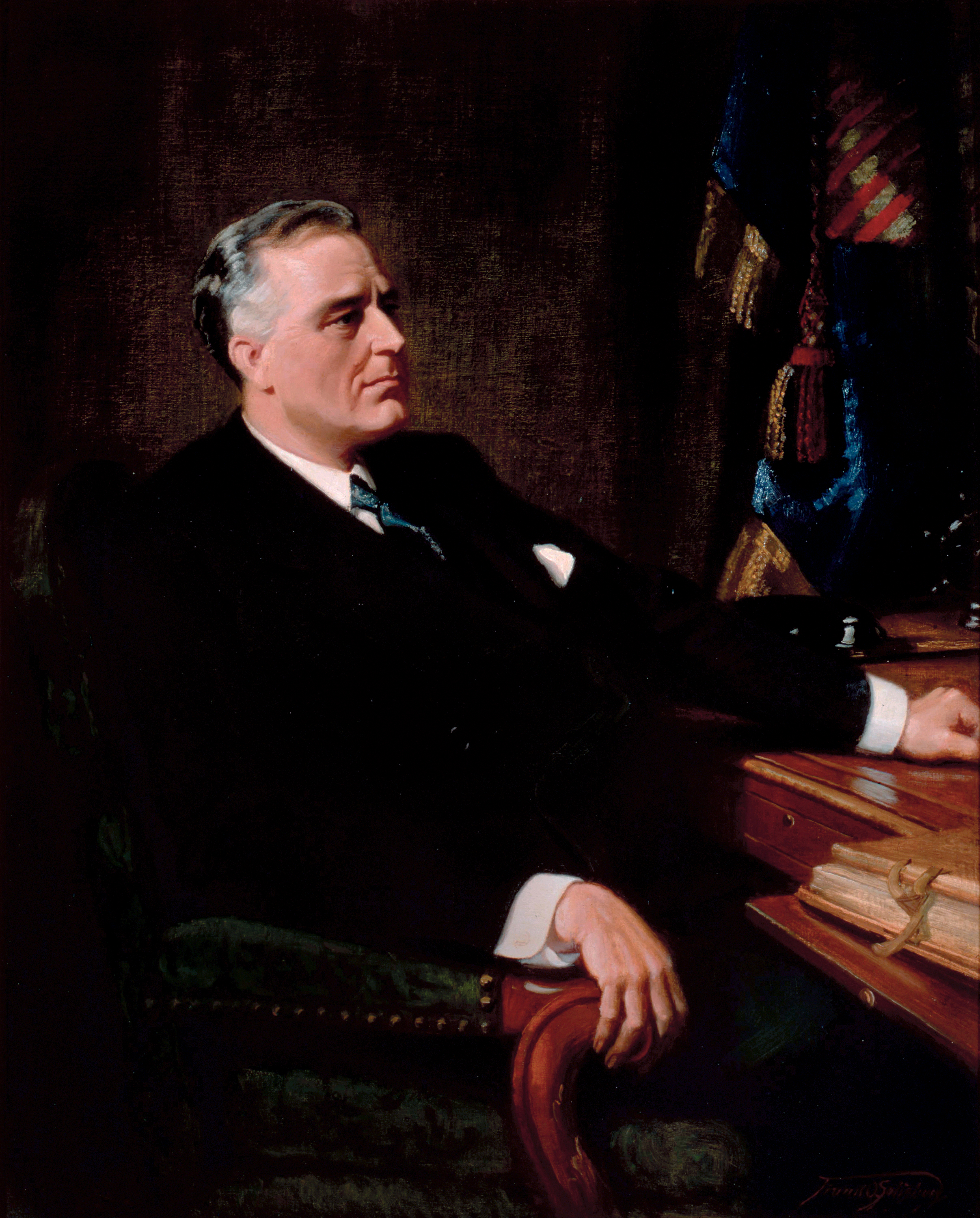
الرئيس فرانكلين ديلانو روزفلت، رسمه فرانك إو. سالزبوري، 1947

جائزة الحريات الأربع (بالإنجليزية: Four Freedoms Award)‏ هي جائزة سنوية تُمنح للرجال والنساء الذين أظهرت إنجازاتهم التزامًا بتلك المبادئ التي أعلنها الرئيس الأمريكي فرانكلين ديلانو روزفلت في خطابه التاريخي أمام الكونغرس الأمريكي في 6 يناير 1941، باعتبارها ضروريات للديمقراطية: حرية الرأي والتعبير، وحرية العبادة، والتحرر من الحاجة، والتحرر من الخوف. يتم تسليم الجائزة السنوية في مدينة نيويورك من قبل معهد روزفلت للأمريكيون وفي ميديلبورخ بهولندا، من قبل معهد روزفلت للدراسات الأمريكية لغير الأمريكيون.

## وصلات خارجية
- نصب الحريات الأربع
- موقع معهد روزفلت